# Dialektikus viselkedésterápia
A dialektikus viselkedésterápia (dialectical behavior therapy, DBT) egy széles alapokon nyugvó kognitív viselkedésterápia, melyet eredetileg amerikai pszichológusok a Borderline személyiségzavarral, valamint öngyilkossági késztetésekkel küzdő kliensek számára fejlesztettek ki. A DBT-t jelenleg számos pszichológiai kezelés során alkalmazzák, többek között a traumás agysérülések, az evészavarok és hangulatzavarok esetében.
Az egyéni pszichoterápiát és csoportos pszichoszociális készségfejlesztést kombináló DBT-t amerikai pszichológusok dolgozták ki. Célja az érintett személyek legsúlyosabb mindennapos problémáinak viszonylag gyors és hatékony enyhítése, kezelhetővé tétele. Ezt szolgálja az ellentétes érzelmek és késztetések ún.  „dialektikus” egységként való kezelése, valamint a hiányos vagy sérült lelki készségek négy készségblokkban történő fejlesztése. Az egyes blokkok (1) keleti meditációs technikákból átvett éberségi gyakorlatok: a belső élmények ítélkezésmentes tudatosítása (tudatos belső figyelem) mely erősíti az érzelmek megfigyelésének képességét (elfojtás helyett), (2) a társas kommunikáció hatékonyságának növelését, (3) az érzelemszabályozás javítását, ez a depresszió, szorongás, félelem, harag, és a poszttraumás stressz irodalmából származó viselkedésterápiás stratégiák valamint (4) a feszültségtűrés, érzelmi szenvedés elviselésének készsége valamint a kríziskezelés képességének fejlesztését célozzák.

A megjelenése idejében a DBT volt az első, klinikai vizsgálatokkal is igazolt hatékony terápia borderline személyiségű betegek kezelésében. A DBT elméleti alapját átfogó biopszichoszociális és dialektikus megközelítés adja.

## A dialektikus megközelítés
A DBT-ban a dialektikus (l. dialektika) világnézet és filozófia kétféleképpen merül fel: egyrészről mint a körülöttünk lévő világ kétértelmű értelmezése, másrészt mint a terápia során a kliensekkel folytatott párbeszéd érvrendszere. Az amerikai pszichológusok szerint a borderline személyekre jellemző szélsőségesség, ingadozó érzelmi állapot és magatartás felfogható a dialektikus megközelítésre való képtelenségként is. A borderline személyek gyakran valamely - érzelmi, hangulati vagy magatartásbeli - szélsőség rabjai.
Példák a viselkedésben megjelenő dialektikákra:
| Figyelem a pillanatnyi célokra            | ↔ | Figyelem a hosszútávú célokra                  |
| Magamra figyelek                          | ↔ | Másokra figyelek                               |
| Magabiztosság és büszkeség                | ↔ | Alázatosság és kételkedés magamban             |
| A viselkedésemre figyelek                 | ↔ | Az érzelmeimre figyelek                        |
| Ezzel a viselkedéssel elérem, amit akarok | ↔ | Ezzel a viselkedéssel nem érem el, amit akarok |

## A dialektikus viselkedésterápia (DBT) felépítése
- Egyéni terápia

A csoportos készségfejlesztő terápia mellett a betegeknek kötelező résztvenniük egyéni pszichoterápiában. Az egyéni terápia, módszerspecifikumát tekintve lehet bármilyen (kognitív viselkedésterápia, pszichoanalitikusan orientált terápia, stb.). Az egyéni és csoportterapeuták tudnak egymásról, azonban egymástól függetlenül dolgoznak. Az egyéni terapeuta saját döntése, hogy a DBT különböző elemeit alkalmazza-e a terápiában.
- Készségfejlesztés

Csoportterápiában történik a különböző érzelemszabályozási, interperszonális és feszültségtűrő készségek gyakorlása, elsajátítása. A csoportok általában 5-10 fősek. Az ülések gyakorisága heti egy alkalom. A csoportot két terapeuta vezeti.
- Telefonos segítségnyújtás

A DBT egyik fontos és a legtöbb (csoport)terápiás módszertől eltérő jellemzője, hogy a betegek szükség esetén telefonon felhívhatják a csoportvezetőket. Az ilyen telefonhívásoknak nagyon pontosan meghatározott keretei, feltételei vannak, amelyeket a DBT csoportvezetői minden új csoporttaggal megbeszélnek.
- Szupervízió

A DBT negyedik eleme a csoportterapeutákat segíti és rendszeres lehetőséget teremt arra, hogy egy szakmai vezető segítségével megbeszélhessék a csoportvezetéssel kapcsolatos problémákat, nehézségeket, kérdéseket.

## A négy készségfejlesztő blokk (modul)[2]
Egy-egy blokk vagy modul 6-8 hétig tart. A heti egy ülés időtartama 2,5 óra (egy rövid szünettel). A négy blokk különböző készségterületek fejlesztését célozzák meg, számos gyakorlat segítségével.

### I. Alapvető meditációs készségek

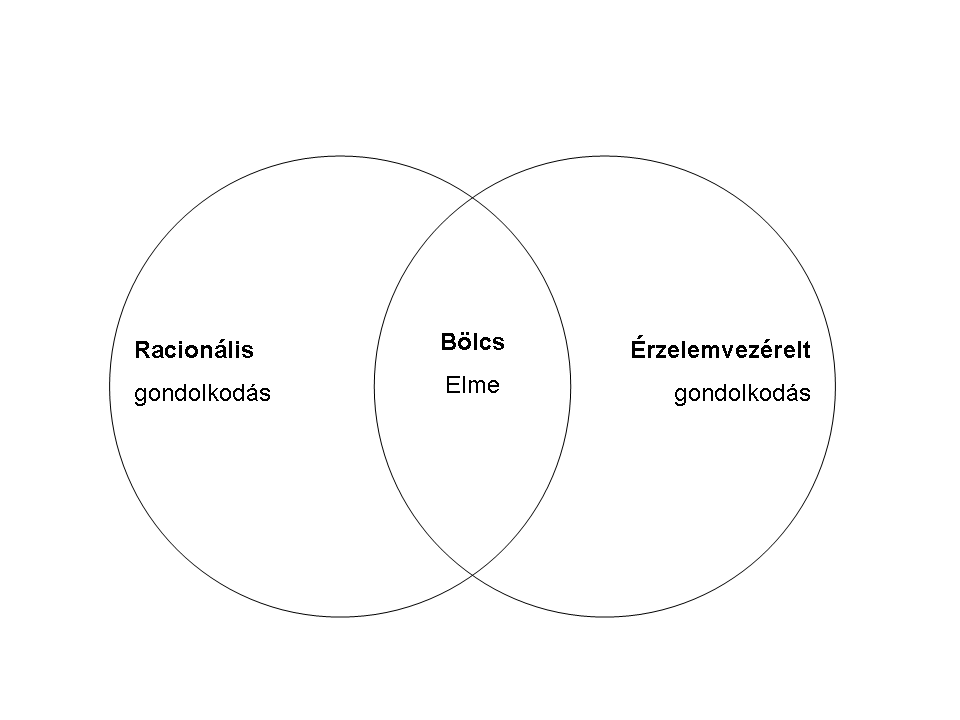
Gondolkodás és érzelmek dialektikus szemlélete a DBT-ben

A tudatos belső figyelem (mindfullness) az összes DBT gyakorlat alapját képezi. Ez a gyakorlat segíti az erős és hirtelen változó érzelmi állapot elfogadását, tolerálását. A gyakorlatok alapját a Buddhista zen meditáció (zazen) adja, ugyanakkor a DBT keretében tanított tudatos belső figyelem gyakorlatoknak nem része semmilyen vallási vagy metafizikai szemlélet.

#### Készségfejlesztő gyakorlatok
A tudatos belső figyelem az alábbi gyakorlatokból, ill. készségek gyakorlásából, elsajátításából áll. Ezek jelentik a többi blokk (modul) alapját, mivel az érzelmek, gondolatok ítélkezésmentes elfogadása, megfigyelése nélkül kicsi az esély arra, hogy hatékonyan tudjuk szabályozni a kapcsolatainkra és a magunkra nézve romboló érzelmeinket.
- Bölcs Elme

Az érzelmekkel teli („forró”) és racionális („hideg”) elmeállapotok közti egyensúlyozás. Értelmez és érzelem dialektikus egyensúlyának elérése cél - ezt nevezzük 'bölcs elme' állapotnak (angolul: wise mind).
- Megfigyelés („mit” készségek): csak észrevenni megfigyelni.

Érzelmek, gondolatok, külső-belső testi érzések megfigyelése.
- Leírás: megnevezni

Nevezze meg, mit érez, mit gondol, mit hall, mit lát! Öntse szavakba, hogy milyen érzéseket figyelt meg!
- Jelenlét-részvétel

Az érzelmek átélésének megengedése, ugyanakkor, ha egy érzelem múlik, akkor hagyni elmenni. Beleengedni magunkat egy pillanatba.
- Ítélkezés mentesen, radikális elfogadás („hogyan” készségek)

Ne ítéljük meg saját és mások érzéseit. Emlékeztessük magunkat, hogy nincsenek 'jó' vagy 'rossz' érzések, csak érzések, ahogy vannak.
- Osztatlan figyelem

Ne gondoljon a múltra vagy a jövőre, irányítsa figyelmét az itt-és-mostra, a pillanatra.
- Hatékonyan

Ne siettessük a dolgokat. Fókuszáljunk arra, ami működik, amiről tudjuk, hogy működik.

### II. Interperszonális hatékonyság
- Célhatékonyság

Egy kapcsolatban: mit szeretnék elérni? Milyen változást, eredményt szeretnék elérni? Mit kell tennem ennek érdekében?
- Kapcsolati hatékonyság

Mit szeretnék, hogyan viszonyuljon hozzám a másik fél az interakciót követően? Mit kell tennem, hogy változzon, jobb legyen, vagy maradjon ilyen ez a kapcsolat?
- Önbecsülési hatékonyság

Hogy akarok érezni magam iránt az interakciót követően? Mit kell tennem (mondanom), hogy így érezzek?

#### Az interperszonális hatékonyságot akadályozó tényezők
- Készséghiány. Nem tudom, mit kellene tenni, mit kellene mondani. Fogalmam sincs, mi az, ami működne.
- Aggodalmas gondolatok. „Nem fognak szeretni.” „Nem fog menni.” „Azt gondolja rólam, hogy....”
- Negatív érzelmek. Készségek helyett érzelmek kontrollálnak. Frusztráció. Harag. Düh. Félelem.
- Döntésképtelenség. Nem tudom, mit tegyek? Tudom, hogy kéne, de nem tudom, hogy pontosan mit akarok. Mi fontos számomra?
- Környezeti tényezők. Van, hogy még a legjobbaknak sem megy. A másik sokkal erősebb. A másik fél rajtunk kívül álló okokból nem fog minket szeretni. Büntetés vagy az önbecsülésünk romlása nélkül nem tudjuk elérni a célunkat.

### III. Érzelemszabályozás

#### Készségek, gyakorlatok
- Érzelmi sérülékenység csökkentése

Érzelmi és fizikai jóllét nélkül nehezebben küzdünk meg a stresszes helyzetekkel. Az érzelmi sérülékenység csökkentése céljából néhány alapvető fontosságú, az életvitelünket, táplálkozásunkat stb. érintő tényezőre hívja fel ez a gyakorlat a figyelmet.
- Kompetens cselekvés

Szintén az érzelmi sérülékenységet csökkenti és jelentősen hozzájárul pszichológia jóllétünkhöz, ha minden nap legalább egy olyan tevékenységet végzünk, amiben kompetensnek érezzük magunkat. Legyen az főzés, takarítás, valamilyen játék vagy sport.
- Pozitív érzelmek fokozása

Milyen tevékenységek okoznak számunkra örömöt, jó érzést? A betegek számára sokszor nehéz akár egy-két ilyen tevékenység felidézése is, ezért ebben a DBT munkafüzetében található hosszú, pozitív érzelmeket kiváltó tevékenységek listája segít.
- Aktuális érzelemmel ellentétes cselekvés

A negatív érzelmek szabályozásának egyik fő gyakorlata. Tegyünk olyasmit, amihez nincs kedvünk. Például, ha szomorúságunk, lehangoltságunk arra késztet minket, hogy maradjunk otthon, zárkózzunk be, akkor cselekedjünk ezzel ellentétesen és mozduljunk ki otthonról, hívjuk fel telefonon az egyik barátunkat. A negatív érzelmekkel ellentétes cselekvés visszahat az érzelmekre és pozitív irányba változtatja azokat. Borderline személyiségű emberek gyakran élnek át például indokolatlanul erős bűntudatot, szorongást, félelemet. Ez a gyakorlat az ilyen negatív érzelmek viselkedéses úton történő megváltoztatását (szabályozását) célozza meg.

### IV. Feszültségtűrés és kríziskezelés
Ez a blokk olyan gyakorlatokat, technikákat tartalmaz, amelyek a nagy fokú, a személy számára már-már elviselhetetlennek tűnő, a fenti blokkokban bemutatott technikákkal nem kezelhető erős negatív érzelmek, feszültség kezelésére szolgálnak. Elsődleges céljuk az, hogy alkalmazásuk által a páciens az önsértést, ill. a saját és környezete számára romboló viselkedésformát elkerülje, valamint képes legyen elviselni és túlélje a kríziseket.
Ezek a technikák akkor kerülnek előtérbe, amikor a fájdalom intenzív, azonban a jelen helyzetet nem tudjuk megváltoztatni, ill. a fájdalmas érzéseket nincs időnk, módunk megérteni, hogy változtassunk rajtuk. Ezek a készségek segítenek túlélni nehéz, az adott pillanatban megváltoztathatatlan helyzeteket, anélkül, hogy még nehezebbé tennénk őket.

#### Készségek, gyakorlatok
- Figyelemelterelés

Az alábbi módszerek a figyelemelterelést szolgálják. Céljuk, hogy csökkentsék a kapcsolatot az érzelmet kiváltó ingerekkel (eseményekkel).
„ELVISEL”
- Elfoglaltságok
- Lehet másra gondolni!
- Viszonyítás
- Intenzív testi érzések
- Segíteni másoknak
- Ellentétes érzelmek
- KiLépni a helyzetből

- Önmegnyugtatás

Az öt érzékszervhez tartozó önmegnyugtató technikák tartoznak ide.
- A pillanat jobbátétele

A pillanat jobbátételéhez tartozó gyakorlatok célja, hogy az aktuális negatív eseményeket pozitívakkal váltsák fel. A technikák egy része kognitív (gondolatok megváltoztatásán alapuló), más része a testi válaszokat módosítja (pl. relaxáció).
„KIBEK-kel”
- Képzelet
- Imádkozzon
- Bátorítsa magát
- Egyszerre egy dolog
- Kapcsoljon ki
- Érvek és ellenérvek

A feszültség elviselésének és el nem viselésének pozitív és negatív következményeit vesszük sorra. Például milyen érvek és ellenérvek szólnak amellett, hogy önsértő/impulzív viselkedés nélkül viselje el valaki helyzetet, ill. mi szól ez ellen?
- Radikális elfogadás.

A radikális elfogadás azt jelenti, hogy nem harcolunk a valóság ellen.

## A DBT készségfejlesztő tréning szabályai[2]
- A készségfejlesztő tréning ideje alatt minden kliensnek egyéni terápiában is részt kell venni.
- Drog vagy alkohol hatása alatt álló személy nem vehet részt az üléseken.
- A kliensek az üléseken kívül nem beszélhetik meg egymással korábbi öngyilkossági, önsértési cselekedeteiket - ideértve azt is, amin épp túl vannak.
- Titoktartás. Az üléseken a kliensekkel kapcsolatban elhangzó információkat és a kliensek nevét bizalmasan kell kezelni.
- Ha egy kliens elkésik vagy kihagy egy ülést, ezt időben jelezze telefonon valamelyik terapeutának.
- A kliensek nem létesíthetnek az üléseken kívül személyes jellegű kapcsolatot.
- Szexuális partnerek nem vehetnek közösen részt a készségfejlesztő tréninget.
- Az a kliens, aki három egymást követő alkalomról hiányzik, nem folytathatja az adott készségfejlesztő blokkot. A következő készségfejlesztő blokk elején újra csatlakozhat a kliens.

## Képzés
Magyarországon jelenleg a DBT-nek nincs akkreditált képzése.

## A DBT Magyarországon
A DBT magyar szociokulturára gyakorolt hatásával és validációjával való foglalkozás még várat magára.

## A DBT hatékonysága
Egy 2010-ben publikált metaanalízisben a DBT hatékonyságát vizsgálták borderline betegek kezelésében és a terápia közepes hatásméretét állapították meg az öngyilkos és az önsértő viselkedésformák mérséklésében. A betegek átlag 27%-a szakítja (drop out) meg a terápiát annak tervezett vége előtt. Egyelőre nem állnak rendelkezésre vizsgálati adatok a DBT és más, borderline-specifikus pszichoterápiák hatékonyságának összehasonlításáról.